# Zoonos
Zoonoser är sjukdomar som sprids naturligt från djur till människa antingen via direktsmitta, via vektorer, förorenat vatten eller livsmedel. Det finns bakteriella zoonoser, virala zoonoser och parasitära zoonoser. Zoonotiska sjukdomar kan vara orsakade av olika typer av patogener, som bakterier, parasiter, svampar och virus. Sjukdomarna kategoriseras ofta efter deras överföring (t.ex. via vektor eller via livsmedel), typ av patogen (parasiter, virus, bakterier eller protozoer) samt grad av överförbarhet. Över 60 procent av alla infektionssjukdomar som identifierats är orsakat av patogener som delas med djur, både vilda djur, sällskapsdjur och boskap. Zoonoser är alltså en vanlig orsak till sjukdom och årligen blir miljarder människor i världen sjuka av zoonoser i form av t.ex. bakterier som uppkommit i livsmedel som salmonella Hittills har över 200 olika zoonoser identifierats över hela världen.

## Samspel zoonos och människa
Vilka sjukdomar som drabbar människa förändras över tid, en del har försvunnit (exempelvis smittkoppor), en del minskar i betydelse på grund av förändrade levnadssätt, hygien, sjukvård och medicinska framsteg, medan andra har tillkommit på senare tid. På engelska pratar man om emerging infectious disease för sjukdomar som under den senaste 20-årsperioden ökat i incidens, och som kan förväntas öka i betydelse i framtiden. Många av dessa sjukdomar orsakas av zoonotiska patogener och kan komma att får stor betydelse i framtiden. 
Förändringarna i sjukdomars antal och utbredning är ett samspel mellan människan, mikroorganismerna och djuren, samt miljön och klimatet. För de flesta zoonotiska sjukdomar är de mikroorganismer som orsakar sjukdom beroende av deras värd (djur och människa och ibland vektor) för överlevnad och utveckling. När människan förändrar den yttre miljön som t.ex. industrialisering, bosättning på nya platser, ökad djurproduktion samt ökad användning av antibiotika, påverkar det i sin tur mikroorganismernas levnadsvillkor.Generellt så har virus, bakterier och andra parasiter en betydligt kortare generationstid än människan och kan därför utvecklas i en mycket snabbare takt. Ett tydligt exempel på det pågår i nutid där sjukdomsbringande bakterier snabbt utvecklar resistens mot antibiotika som människan tagit fram för behandling av infektion samt för tillväxtbefrämjande behandling av boskap.
Befolkningstillväxten och ökad urbanisering gör att människor kommer att leva tätare och därigenom ökar risken för framtida zoonoser. Ett annat exempel på urbaniseringens roll för zoonosspridning är sambandet mellan en växande folkmängd på jorden och en ökad risk för patogener i. När befolkningen ökar behövs mer föda för att försörja människor, vilket kan skapa större och fler djurbesättningar i närhet till (eller inom) städer och därigenom en större risk för spridning av patogener i livsmedel.

## Zoonosers uppkomst
Majoriteten av de zoonotiska infektioner vi känner till har sitt ursprung i den gamla världen (Afrika och Eurasien). Genom historien har risken att infekteras av zoonoser förändrats. När mänskligheten gick från ett liv som jägare och samlare till att bli bofasta jordbrukare skapades större möjligheter för patogener att sprida sig mellan djur och människa, dels för att människorna blev fler men också för att de levde tätt tillsammans med domesticerade djur. Exempel på sjukdomar som smittat från boskap till människa är tuberkulos via nötkreatur, kikhosta från får samt påssjuka som tros komma från gris. I senare tid när handel och resande fått en större roll har ytterligare möjligheter skapats för patogener att sprida sig. Av de infektionssjukdomar vi känner till hos människan idag är en stor andel betraktade som zoonoser, i vissa studier mellan 50 och 60 procent. I och med att människor började att leva tätt intill varandra och med djur fick hygien och avfallshantering en allt större betydelse för att minska infektionsrisk. Bristande hygienmöjligheter och livsmedelshantering är än idag bidragande faktorer för smittspridning av zoonoser men det är viktigt att betona att smittspridning inte är begränsade till enbart fattiga delar av världen där god hygien som rent vatten kan vara en bristvara. Zoonoser är en global hälsorisk.

### Zoonotiska pandemier
De flesta zoonotiska patogener är begränsade till regioner och smittar ett fåtal personer, men vissa har haft en stor negativ påverkan på mänskligheten. Exempelvis Spanska sjukan som uppkom 1918 och som tog 50 miljoner människors liv i en global pandemi. Spanska sjukan orsakades av ett influensa A virus av subtypen H1N1, vars ursprung var vilda fåglar. Andra influensavirus som spridit sig snabbt och blivit till pandemier är Asiatiska influensan år 1957, Hongkonginfluensan år 1968. och influensaviruset H1N1 även benämnt svininfluensan (2009). Under 2000-talet har även zoonotiska coronavirus orsakat epidemier: sars 2003 (fladdermusburet), mers sedan 2012 (kamel- och fladdermusburet), och covid-19 sedan 2019.. Historiskt sett är digerdöden den pandemi som givit störst avtryck hos mänskligheten. Denna sjukdom orsakades av bakterien Yersinia pestis, där smitta skedde från det infekterade värddjuret svartråttan som via loppor spred smittan till människor via bett. Det har beräknats att digerdöden dödade så många som var tredje person i Europa under 1300-talet.

## Smittvägar
Livsmedel är en viktig smittväg för många zoonoser, särskilt om livsmedlet inte har upphettats tillräckligt. Två exempel på livsmedelsburna zoonoser är salmonella, som kan smitta via ägg, kött, sallad eller bladgrönsaker, och campylobacter som är vanligt förekommande i kyckling. Kontaktsmitta från djur är en annan vanlig smittväg, där djuren i vissa fall bär på smitta utan att själva vara sjuka. En tredje smittväg är så kallad vektorburen smitta, där t.ex. myggor eller fästingar sprider smittämnet från ett infekterat djur till människa. Hit hör borrelia och harpest bland annat. Vid zoonotisk smitta tar vektorn upp smittämnet från ett vilt eller tamt djur och överför det till en människa i samband med blodmål. Insekter som exempelvis flugor kan också vara mekaniska vektorer och sprida bakterier från t.ex. infekterade sår till livsmedel eller andra icke infekterade sår. Vissa zoonoser kan också spridas via luft eller vatten.

## Riskspridning
Spridningsförekomsten av smitta i Sverige av zoonoser kan förändras genom bland annat klimatförändringar, men även hur födoämnen av djur framställs samt djurtransporter.
Vissa salmonellabakterier (exempelvis Salmonella typhi) har hög spridning och kan leda till sepsis medan andra salmonellabakterier (exempelvis Salmonella enteritidis) har betydligt lägre spridning och infektionerna kan självläka. I Sverige anmäls cirka 4000 fall av salmonella varje år. Bristande hygien är en stor bidragande orsak till dessa sjukdomar.
Även direktkontakt mellan besökare och djur från olika jordbruksgårdar bidrar till smittspridning av zoonoser. Högst antal besökare sker under sommartiden på blandade jordbruksgårdar. De besökare som kunde sprida flest sjukdomar mellan gårdarna var de som var förknippade med olika djurarter och besättningar.
Jordbruk och miljö är faktorer som i framtiden kommer vara kopplade till uppkomsten av nya zoonoser. En ökad risk för uppkomsten av zoonoser är bland annat intensiva jordbruk och miljöförändringar. 
När det gäller vilda djur så bedöms risken för nya zoonoser att vara störst närmast ekvatorn då dessa områden både har störst biodiversitet samt genomgår en snabb omvandling på grund av ökad befolkning. Även spridning av vissa virus via vektor kan öka om gården och marker bevattnas, då antalet vektorer ökar i mängd.

## Skydd mot zoonoser
Vaccinering kan ge skydd mot infektioner genom att i förväg bygga upp immunförsvaret mot specifika virus som t.ex. mässlingen, röda hund och polio. Vaccinering minskar möjligheten för patogenen att infektera nya individer och den grad av populationen som behöver vara vaccinerad (på engelska herd immunity) för att stoppa fortsatt smitta beror bland annat på hur infektiöst smittämnet är och om det är begränsat till enbart människa (som smittkoppor) eller är en zoonotisk smitta
Hos domesticerade djur är det brist på vaccin mot zoonotiska parasiter. De anti-parasitvacciner som finns är mot rundmask samt vaccin mot fästingar. Förutom parasitvacciner finns en handfull antiprotozoala vacciner för domesticerade djur. Genom att vaccinera domesticerade djur kan spridning av zoonotiska sjukdomar som sprids via slaktat kött till människan minskas. Än så länge används i huvudsak mediciner för behandling då det är billigare. En risk finns dock att dessa senare påträffas i det slaktade köttet.
För vektorburna sjukdomar är minskad kontakt med vektorn en kostnadseffektiv väg att gå. Exempelvis kan myggnät runt sängar eller myggfönster reducera risken att bli biten och därigenom minska risken för smittspridning. För myggor och fästingar kan det också vara effektivt att t.ex. ha täckande kläder på sig eller bära myggnät så att risken för bett och stick från mygga eller fästning minimeras
Gödsel ska ej användas som gödning på grönsaker som nästintill är färdiga för skörd då spridning av smittämnen från avföring då kan ske. God livsmedelshygien på slakterier är också viktigt för minskad smittorisk för köttprodukter, exempelvis att se till att djurens tarminnehåll inte infekterar övriga delar av djuret under slakt och styckning och att produkterna förpackas och hanteras korrekt.
Separat vatten- och avloppssystem minskar spridningsrisken via vatten effektivt. Individer kan t.ex. bli smittas om en smittad individs avföring kommer i kontakt med vatten vid en badstrand, vattendrag, brunnar eller dylikt. Genom att ha rent dricks- och badvatten så ges ett bättre skydd mot att mikroorganismen från olika djurs tarmar inte sprids och orsakar sjukdomar. 
Om en individ inte har tvättat händerna ordentligt efter t.ex. ett toalettbesök kan maten individen lagar efteråt bli kontaminerad av patogener från individens avföring. Om individen bär på en sjukdomsframkallande bakterie, och om maten inte upphettas, kan spridning av bakterien ske till andra individer. Genom att tillaga maten samt snabbt kyla ner och förvara maten med rätt temperatur minskar risken för smitta

## Lagstiftning
Zoonotiska sjukdomar faller under olika lagstiftningar beroende på vilken sjukdom det är. Smittskyddslagen (1988:1472) faller under  socialdepartementet och behandlar sjukdomar som är farliga för människa och skall anmälas till myndigheterna, även kallat anmälningspliktiga sjukdomar. Även andra sjukdomar som har stor smittrisk skall anmälas. Anmälningsplikten skall medverka till att förebygga att smittsjukdomar sprids vidare bland människor.
Personer som drabbats av en samhällsfarlig sjukdom är skyldig att uppsöka läkare och genomgå en undersökning för att se vad det är för smitta personen bär på, samt följa de regler som läkaren råder personen till. Har en person drabbats av en samhällsfarlig smittsjukdom har personen en skyldighet att uppge om den varit i kontakt med andra individer. Exempel på sjukdomar som har anmälningsplikt är HIV, hepatit B och salmonella. För zoonotiska sjukdomar hos djur så finns även epizootilagen (1999:657), zoonoslagen (1999:658), samt lagen om provtagning på djur (2006:806). Lagen om provtagning på djur är inte specifik för vissa sjukdomar, lagen innefattar beskrivning och kontroll av djursjukdomar som är smittsamma samt vilka åtgärder som skall vidtas för att undvika spridningen av djursjukdomar som är smittsamma. Det kan tas olika beslut för att förebygga spridande av ämnen och smittor från djur som anses kunna skada en människans hälsa. Hit räknas bland annat rabies. Beslut kan tas om smittbärande djuret ska isoleras eller avlivas, lag om provtagning på djur regleras av jordbruksdepartementet.
Epizootilagen innefattar djursjukdomar som är allmänfarliga och kan spridas mellan djur eller via djur till människa, genom smitta. Allmänfarliga sjukdomar anses vara sjukdomar som har en grövre påverkan på människors eller djurs hälsa. 
Epizootilagen och zoonoslagen tillhör Näringsdepartementet. Zoonoslagen innefattar smittspridning naturligt från djur till människa, alltså zoonoser. Det finns en mängd olika beslut som kan vidtas för att bekämpa och förebygga zoonoser.

## Exempel på zoonotiska sjukdomar

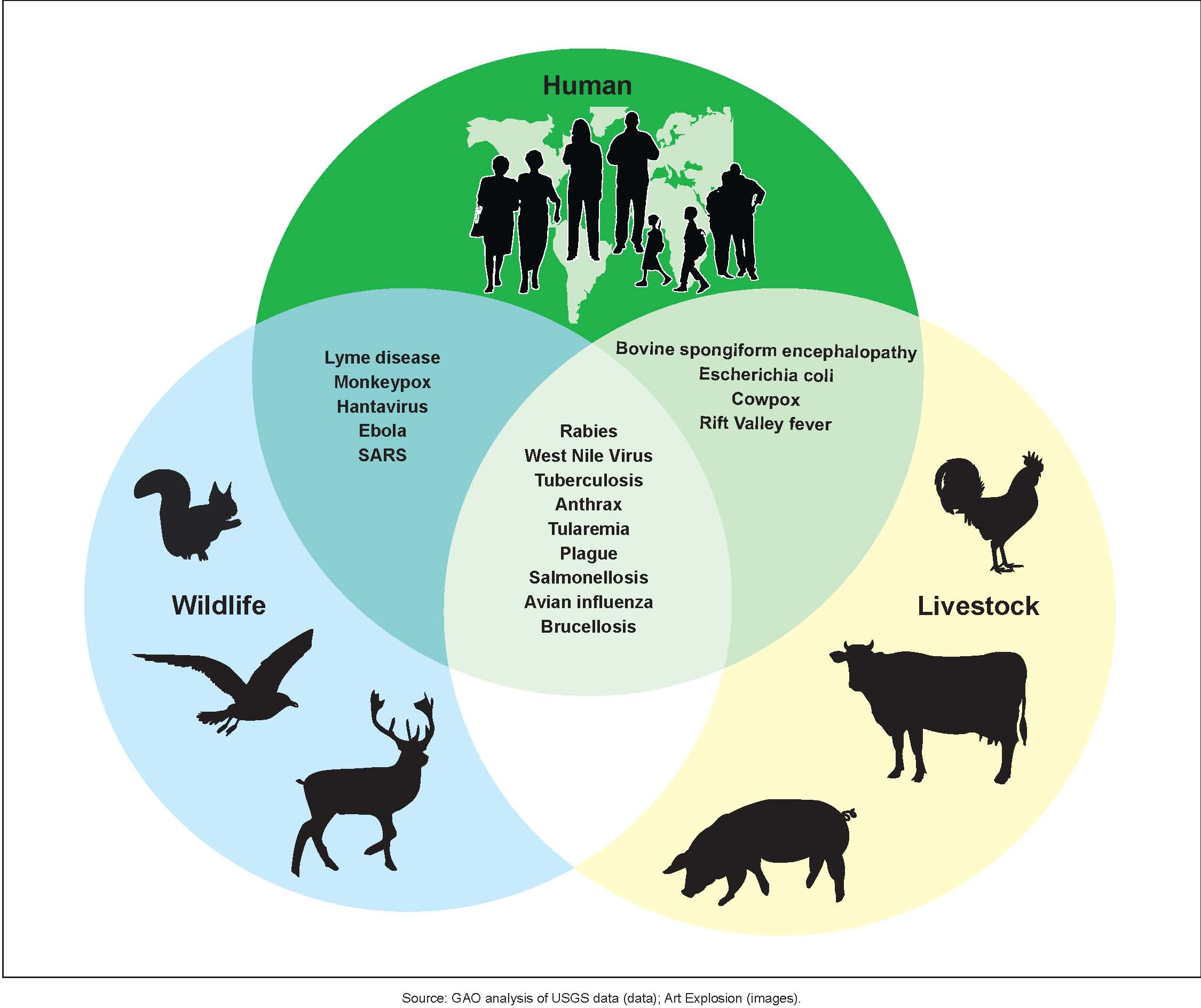

Exempel på zoonotiska sjukdomar som sprids från djur till människa är mjältbrand, rabies, Q-feber, papegojsjuka, toxoplasmos, ebolafeber och aids.
Fästingburen encefalitvirus, TBE (Tick-borne encephalitis) är en viral zoonos där viruset sprids via fästingar från främst harar, kaniner, gnagare samt katter, rådjur och fåglar. till människa. Symptomen är ofta lindrig men kan orsaka inflammation i hjärna eller hjärnhinnor Folk som vistas i riskområden såsom Stockholm, Uppsala och Södermanlands län samt runt Mälaren och efter Östkusten som är ute mycket i skog och mark rekommenderas att vaccinera sig mot TBE. 268 fall av TBE rapporterades in under 2015 som är en ökning från föregående år (2014) samt nästan en fördubbling av anmälningar sen 2006 då 150 anmälningar gjordes
Borrelios är en annan typ av zoonos som sprids via fästingar. Borreliainfektionen orsakas av borreliabakterier och kan ge upphov till hjärninflammation. Bakterierna kan infektera däggdjur och fåglar men smittas endast genom fästingbett. Än så länge finns inget skydd mot borrelios som t.ex. vaccin
Tuberkulos (TBC)  förekommer över hela världen och anses vara den mest spridda infektionssjukdomen i världen. Vissa former av TBC sprids som en zoonotisk sjukdom medan andra former av TBC sprids enbart mellan människor. Zoonotisk TBC sjukdom som orsakas av mykobakterier (Mycobacterium tuberculosis). kommer från olika nötkreatur såsom odlad hjortdjur och gris. TBC smittar via inandningsluft och genom saliv och avföring. Eftersom TBC-bakterie överlever länge utanför sin värd kan risk för sprida minimeras genom kokning, stekning och pastörisering av livsmedel då bakterierna dör.
Campylobacterinfektion är en av de fyra vanligaste globala orsakerna till diarrésjukdomar. Omkring 10 000 fall har rapporterats under de senaste åren i Sverige.
Det finns flera arter av Campylobacter med det är framförallt Campylobacter jejuni och Campylobacter coli som orsakar sjukdom hos människa, med symptom som mag- och tarmbesvär, akuta diarréer, illamående, magsmärtor, kräkningar samt feber. Även ledbesvär kan uppkomma som följdsjukdom. För att insjukna behövs endast en låg dos.Smittspridning av bakterien sker framförallt via livsmedel och i synnerhet från kycklingprodukter som inte tillagats ordentligt. Bakterierna kan även överföras till andra livsmedel från exempelvis skärbräda eller köksredskap då bakterien inte behöver föröka sig i själva livsmedlet för att infektera människor
Smitta med campylobacter faller under smittskyddslagen och är en anmälningspliktig sjukdom Någon form av vaccin mot campylobacter finns inte idag. Däremot hade ett effektivt C. jejuni-vaccin inte enbart gynnat barn i utvecklingsländer utan också resenärer som smittas av campylobacter eftersom det är den största anledningen till turistdiarré.

## Möjliga biologiska stridsmedel
Efter ett biologiskt anfall med någon av dessa mikroorganismer skulle en stor djurpopulation infekteras. Smittämnet vore i detta fall svårt att bekämpa samtidigt som sporadiska epidemier skulle uppstå under en längre tid efter anfallet.
Exempel på sjukdomar som skulle kunna användas som biologiska stridsmedel för att skapa ekonomiska störningar och försvåra försörjningen för motståndaren:
Virus:
- afrikansk svinpest drabbar svin
- mul- och klövsjuka drabbar boskap, får, svin
- klassisk svinpest drabbar svin
- Newcastlesjukan (Newcastle disease) fjäderfä,
- boskapspest drabbar boskap, svin
- Rift Valley-feber drabbar boskap, får, getter
- vesikulär stomatit drabbar boskap, hästar, svin.
- usutuvirus, drabbar fåglar, främst koltrast.

Bakterier:
- Q-feber drabbar boskap, får
- mjältbrand drabbar boskap, får
- brucellos drabbar boskap, får, svin
- borrelia drabbar fästingar
- bartonella drabbar fästingar
- anaplasma drabbar fästingar

## Omvända zoonoser
Omvända zoonoser eller antroponoser är sjukdomar som huvudsakligen drabbar människor som för vidare dem till djur. Exempelvis har människor de senaste årtusendena delvis utvecklat tolerans mot zoonoser från boskapsdjur, medan utrotningshotade människoapor aldrig tidigare kommit i kontakt med sjukdomar som  mässling och tuberkulos förrän de träffat smittbärande turister och djurparksbesökare och därför har betydligt lägre motståndskraft.